# Iñigo Manrique de Lara
Iñigo Manrique de Lara (falecido em abril de 1485) foi um prelado católico romano que serviu como arcebispo de Sevilha de 1483 a 1485, bispo de Jaén de 1475 a 1483, bispo de Coria de 1457 a 1475 e bispo de Oviedo de 1444 a 1457.

## Biografia
Em 1444, Iñigo Manrique de Lara foi selecionado pelo Rei da Espanha e confirmado pelo Papa Eugênio IV como bispo de Oviedo.  Em 1457, foi nomeado pelo Papa Calisto III como bispo de Coria.  Em 1475, foi nomeado pelo Papa Sisto IV como bispo de Jaén.  Em 15 de janeiro de 1483, foi nomeado pelo Papa Sisto IV como arcebispo de Sevilha, onde serviu até sua morte em abril de 1485. 